# Voiron
Voiron és una comuna francesa, situada a la regió d'Alvèrnia-Roine-Alps, departament de la Isèra i districte de Grenoble. El 2021 tenia 20.891 habitants.